# اندیس آبیک ۱
آبیک ۱ یک اندیس غیرفلزی است که در حوالی شهر لنکران استان قزوین قرار دارد و مادهٔ معدنی موجود در آن، باریت است.  